# Modysticus imitatus
Modysticus imitatus är en spindelart som först beskrevs av Willis J. Gertsch 1953.  Modysticus imitatus ingår i släktet Modysticus och familjen krabbspindlar. Inga underarter finns listade i Catalogue of Life.